# Піщанка чебрецелиста
Піщанка чебрецелиста (Arenaria serpyllifolia) — вид квіткових рослин родини гвоздичні (Caryophyllaceae). Видова назва лат. serpyllifolia означає «листя як у Thymus serpyllum».

## Опис
Це однорічна або дворічна трав'яниста рослина. Стебла прямостійні, досягають 10–30 см у висоту, густо опушені білими волосками, як правило, сильно гіллясті від основи. Листя 4–12 мм довжиною й 3–7 мм в ширину. Білі квіти згруповані в суцвіття. Квіти мають 5 пелюсток 1,8–2,7 мм, 5 чашолистків довжиною 3–4 мм і 10 тичинок. Плід — яйцеподібна капсула з ниркоподібним насінням блідо-коричневого кольору. Число хромосом, 2n = 40.
Цвітіння відбувається з травня по вересень. Зазвичай відкрито одночасно тільки кілька квіток.
Запилювачами є бджоли (ентомохорія), також відбувається самозапилення.

## Поширення
Батьківщина. Африка: Ефіопія; Алжир; Єгипет; Марокко; Туніс. Кавказ: Азербайджан; Грузія; Росія — Дагестан, Передкавказзя, Західний Сибір, Європейська частина. Азія: Японія; Корея; Китай; Казахстан; Киргизстан; Таджикистан; Туркменістан; Узбекистан; Афганістан; Іран; Ірак; Ліван; Сирія; Туреччина; Індія; Непал; Пакистан; Філіппіни — Лусон. Європа: Білорусь; Естонія; Латвія; Литва; Україна; Австрія; Бельгія; Чехія; Німеччина; Угорщина; Нідерланди; Польща; Словаччина; Швейцарія; Данія; Фінляндія; Ірландія; Норвегія; Швеція; Об'єднане Королівство; Албанія; Боснія і Герцеговина; Болгарія; Хорватія; Греція; Італія; Македонія; Чорногорія; Румунія; Сербія; Словенія; Франція; Португалія; Гібралтар; Іспанія. Натуралізований. Австралія; Нова Зеландія; Канада; Сполучені Штати; Гаїті (острів); Аргентина; Чилі; Уругвай. 
В Україні поширена на півдні Степу і в Криму. Спорадично трапляється в Донецькій, Луганській, Запорізькій, Миколаївській, Херсонській і Одеській областях, АР Крим.. 
Населяє пустирі, оброблені поля, пагорби крейди, скелі й прибережні піски. Світлолюбна, ксерофітна, невибаглива до плодючості грунтів рослина.

## Охорона
В Україні вид перебуває під охороною — він занесений до переліків регіонально рідкісних рослин Запорізької та Одеської областей.
Піщанка чебрецелиста як елемент біорізноманіття охороняється в Українському степовому,  Ялтинському гірсько-лісовому і  Карадазькому природних заповідниках,  Приазовському національному природному парку та ряді інших природоохоронних об'єктів України.

## Галерея

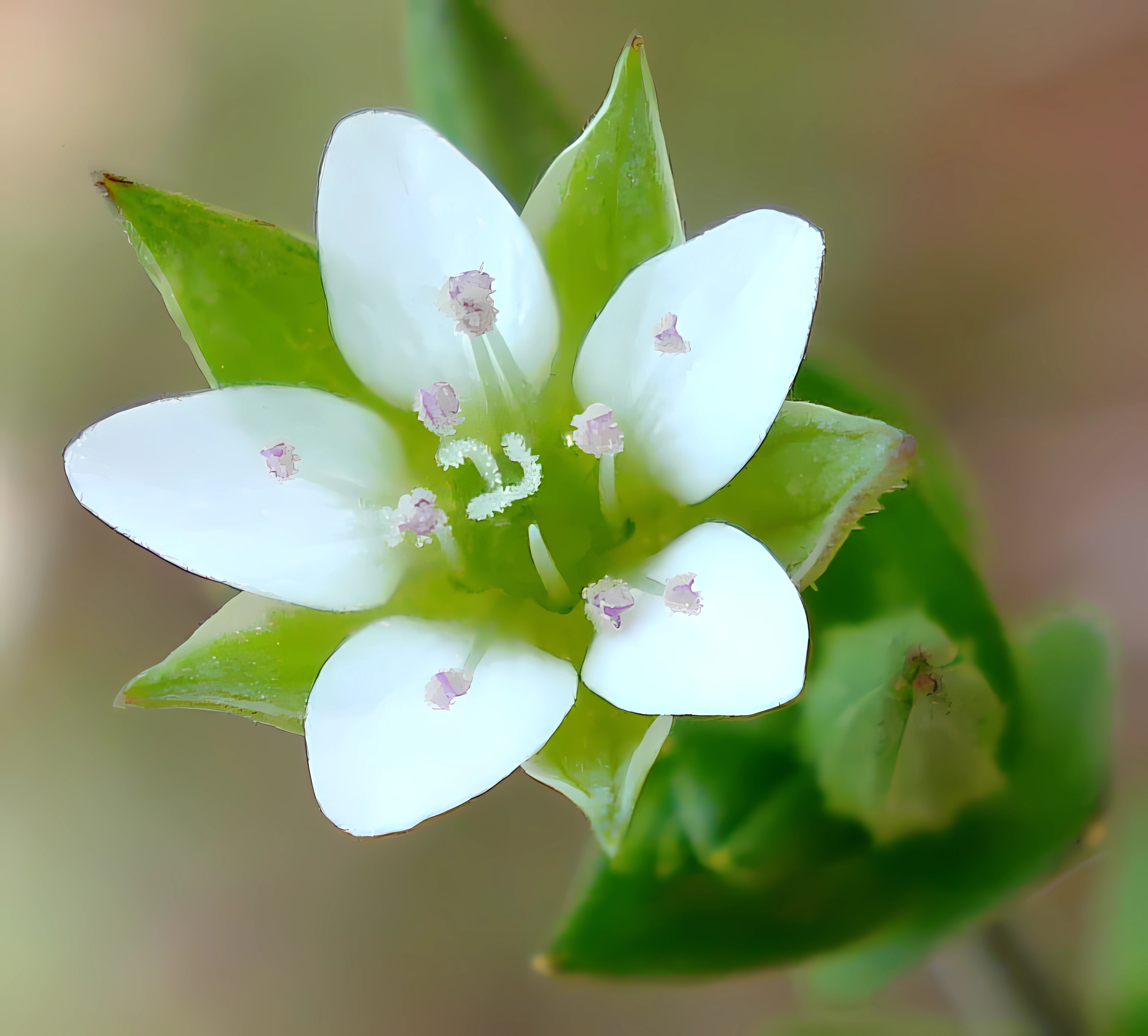
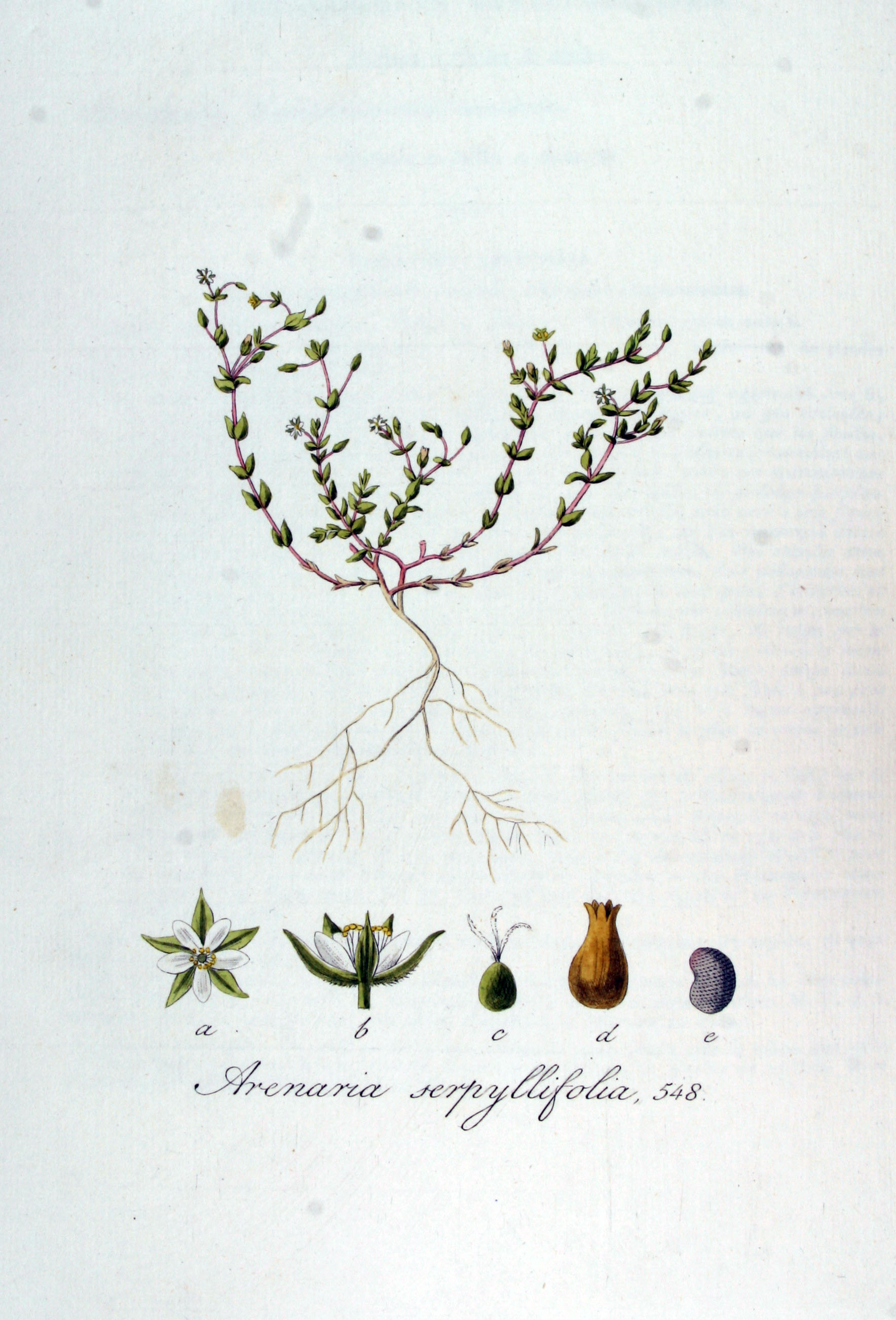